# Jean Hubert-Gautier
Jean Hubert-Gautier, né Jean Gautier le 30 juin 1872 à Nomdieu (Lot-et-Garonne) et mort le 27 novembre 1930 à Bordeaux, est un peintre français.
Il fut l'élève du peintre et illustrateur Albert Maignan, qui s’est consacré à la peinture historique. Hubert-Gautier a exposé au Salon des artistes français à Paris et était professeur à l‘École des beaux-arts de Bordeaux.
Il s'est particulièrement intéressé aux paysans, aux marchands et autres scènes régionales, ainsi qu'aux paysages des côtes bretonnes. Plusieurs tableaux font partie de la collection du Musée des Beaux-Arts de Bordeaux.

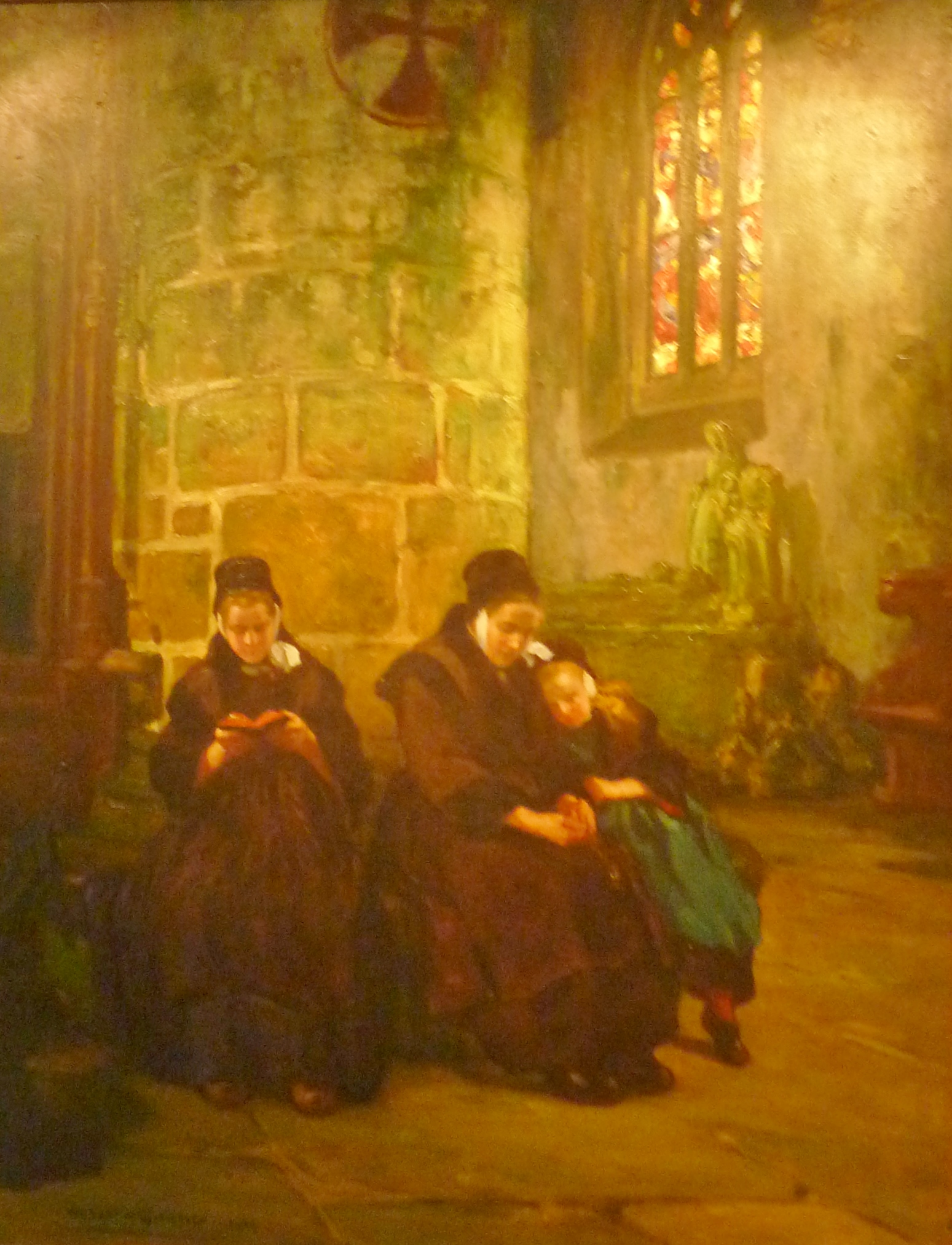
J. Hubert-Gautier : Le Repos. Chapelle Saint-Fiacre, Le Faouët.

## Œuvres
- Le Repos (1915) ; chapelle Saint-Fiacre du Faouët – Collection du musée du Faouët ; une photographie de ce tableau par François Antoine Vizzavona fut exposée au Salon des artistes français de 1913 et fait partie de la collection de la médiathèque du patrimoine et de la photographie[4]
- La Cathédrale
- Le Bénitier de bronze, Bourges[5]
- Intérieur de la cathédrale de Chartres (XXe siècle) – Collection du musée des Beaux-Arts Bordeaux[6]
- Un coin du jardin de la mairie de Bordeaux (1904) – Collection du musée des Beaux-Arts Bordeaux[7]
- Paysage au clair de lune (XIXe siècle) – Collection du musée des Beaux-Arts Bordeaux[8]
- Les Débuts d’Arcachon[9]
- Côte Bretonne (1910)[10]
- Église de Ploujean (1912)[11]
- Church interior (1902)[12]
- Entrée à l'église, Pont Croix (1911)[13]
- Barque échouée sur la plage[14]
- Le Cloître de Saint-Bertrand de Cominges[15]